# Pa Konate
Pa Momodou Konate (Malmö, 25 aprile 1994) è un calciatore svedese naturalizzato guineano, difensore dello Spartak Varna.

## Carriera

### Club
Nato in Svezia da padre della Guinea e madre del Gambia, Konate è stato ufficialmente promosso dal settore giovanile del Malmö FF nel novembre 2012, firmando un contratto che lo ha portato in prima squadra a partire dal campionato seguente.
Ha debuttato in Allsvenskan il 17 aprile 2013, nel corso del match esterno contro l'AIK. Durante il primo anno ha messo a referto sei presenze complessive in campionato, partendo titolare in due occasioni.
Dopo aver firmato un rinnovo quadriennale, Konate inizia la stagione 2014 in prestito all'Öster, formazione appena retrocessa in Superettan in cui gioca quindici partite. A luglio rientra al Malmö FF complice la partenza di Miiko Albornoz, potendo così debuttare nella fase a gironi di Champions League il 16 settembre 2014, da titolare nella sconfitta per 2-0 in casa della Juventus.
Il 27 luglio 2017 firma un contratto triennale con opzione per il quarto anno con la SPAL neopromossa in Serie A. Dopo non avere giocato nessuna partita con gli estensi, tra l'agosto e il settembre del 2018 disputa cinque presenze con il Cincinnati, club che all'epoca giocava ancora nella lega USL. Rientra ufficialmente alla SPAL nel successivo mese di gennaio.
Terminato il prestito negli Stati Uniti, Konate nel febbraio 2019 rescinde con la SPAL e viene ingaggiato dal GIF Sundsvall con un contratto annuale, tornando dunque a giocare nel campionato svedese. A fine stagione la squadra retrocede in Superettan.
Rimasto svincolato per qualche mese, nel luglio del 2020 Konate ha accettato di giocare in Superettan per lo Jönköpings Södra praticamente gratis senza percepire stipendio (salvo un minimo salariale, definito dal giocatore "praticamente nulla", che il club deve corrispondere per regolamento per poter ingaggiare un giocatore), motivando questa scelta come un bene per la propria carriera calcistica al di là dell'aspetto economico.
Il 9 settembre 2020, Konate è stato ingaggiato dal Rosenborg, squadra allenata dal suo ex tecnico ai tempi del Malmö Åge Hareide, a cui si è legato fino al termine della stagione: ha scelto di vestire la maglia numero 25. A fine anno, il suo contratto non è stato rinnovato.

### Nazionale
Ha debuttato ufficialmente con l'Under-21 il 15 novembre 2013, in una partita di qualificazione contro la Grecia. Nel 2015 ha partecipato agli Europei Under-21 vinti in Repubblica Ceca senza però mai scendere in campo, mentre nel 2017 è stato inizialmente inserito nella lista dei convocati salvo poi essere escluso per un infortunio. Ha fatto parte della Svezia olimpica ai Giochi olimpici di Rio de Janeiro del 2016.
Il 6 gennaio 2016 ha fatto l'esordio con la Svezia giocando il secondo tempo dell'amichevole pareggiata 1-1 contro l'Estonia.
Dopo avere disputato altre due gare con gli scandinavi, nel 2018 annuncia di volere rappresentare la Guinea, nazionale delle sue origini, con cui debutta un anno più tardi il 15 ottobre nell'amichevole persa per 3-2 contro il Cile.

## Statistiche

### Cronologia presenze e reti in nazionale
| Cronologia completa delle presenze e delle reti in nazionale ― Svezia | Cronologia completa delle presenze e delle reti in nazionale ― Svezia | Cronologia completa delle presenze e delle reti in nazionale ― Svezia | Cronologia completa delle presenze e delle reti in nazionale ― Svezia | Cronologia completa delle presenze e delle reti in nazionale ― Svezia | Cronologia completa delle presenze e delle reti in nazionale ― Svezia | Cronologia completa delle presenze e delle reti in nazionale ― Svezia | Cronologia completa delle presenze e delle reti in nazionale ― Svezia |
| Data                                                                  | Città                                                                 | In casa                                                               | Risultato                                                             | Ospiti                                                                | Competizione                                                          | Reti                                                                  | Note                                                                  |
| --------------------------------------------------------------------- | --------------------------------------------------------------------- | --------------------------------------------------------------------- | --------------------------------------------------------------------- | --------------------------------------------------------------------- | --------------------------------------------------------------------- | --------------------------------------------------------------------- | --------------------------------------------------------------------- |
| 6-1-2016                                                              | Abu Dhabi                                                             | Estonia                                                               | 1 – 1                                                                 | Svezia                                                                | Amichevole                                                            | -                                                                     | 45’                                                                   |
| 10-1-2016                                                             | Abu Dhabi                                                             | Svezia                                                                | 3 – 0                                                                 | Finlandia                                                             | Amichevole                                                            | -                                                                     | 45’                                                                   |
| 8-1-2017                                                              | Abu Dhabi                                                             | Costa d'Avorio                                                        | 2 – 1                                                                 | Svezia                                                                | Amichevole                                                            | -                                                                     | 45’                                                                   |
| Totale                                                                |                                                                       | Presenze                                                              | 3                                                                     |                                                                       | Reti                                                                  | 0                                                                     |                                                                       |

| Cronologia completa delle presenze e delle reti in nazionale ― Guinea | Cronologia completa delle presenze e delle reti in nazionale ― Guinea | Cronologia completa delle presenze e delle reti in nazionale ― Guinea | Cronologia completa delle presenze e delle reti in nazionale ― Guinea | Cronologia completa delle presenze e delle reti in nazionale ― Guinea | Cronologia completa delle presenze e delle reti in nazionale ― Guinea | Cronologia completa delle presenze e delle reti in nazionale ― Guinea | Cronologia completa delle presenze e delle reti in nazionale ― Guinea |
| Data                                                                  | Città                                                                 | In casa                                                               | Risultato                                                             | Ospiti                                                                | Competizione                                                          | Reti                                                                  | Note                                                                  |
| --------------------------------------------------------------------- | --------------------------------------------------------------------- | --------------------------------------------------------------------- | --------------------------------------------------------------------- | --------------------------------------------------------------------- | --------------------------------------------------------------------- | --------------------------------------------------------------------- | --------------------------------------------------------------------- |
| 15-10-2019                                                            | Alicante                                                              | Cile                                                                  | 3 – 2                                                                 | Guinea                                                                | Amichevole                                                            | -                                                                     | 77’                                                                   |
| 31-5-2021                                                             | Adalia                                                                | Turchia                                                               | 0 – 0                                                                 | Guinea                                                                | Amichevole                                                            | -                                                                     | 65’                                                                   |
| 5-6-2021                                                              | Manavgat                                                              | Togo                                                                  | 2 – 0                                                                 | Guinea                                                                | Amichevole                                                            | -                                                                     |                                                                       |
| 8-6-2021                                                              | Manavgat                                                              | Kosovo                                                                | 1 – 2                                                                 | Guinea                                                                | Amichevole                                                            | -                                                                     |                                                                       |
| 6-10-2021                                                             | Marrakech                                                             | Sudan                                                                 | 1 – 1                                                                 | Guinea                                                                | Qual. Mondiali 2022                                                   | -                                                                     |                                                                       |
| 6-1-2022                                                              | Kigali                                                                | Ruanda                                                                | 0 – 2                                                                 | Guinea                                                                | Amichevole                                                            | -                                                                     | 46’                                                                   |
| 18-1-2022                                                             | Yaoundé                                                               | Zimbabwe                                                              | 2 – 1                                                                 | Guinea                                                                | Coppa d'Africa 2021 - 1º turno                                        | -                                                                     | 88’                                                                   |
| 24-1-2022                                                             | Bafoussam                                                             | Guinea                                                                | 0 – 1                                                                 | Gambia                                                                | Coppa d'Africa 2021 - Ottavi di finale                                | -                                                                     | 83’                                                                   |
| Totale                                                                |                                                                       | Presenze                                                              | 8                                                                     |                                                                       | Reti                                                                  | 0                                                                     |                                                                       |

## Palmarès

### Club
- Campionato svedese: 4

Malmö FF: 2013, 2014, 2016, 2017
- Supercoppa di Svezia: 1

Malmö FF: 2014

### Nazionale
- Campionato d'Europa Under-21: 1

2015